# Путь всякой плоти (фильм, 1927)
«Путь всякой плоти» (англ. The Way of All Flesh) — американская немая драма 1927 года режиссёра Виктора Флеминга. Фильм не имеет никакого отношения к роману Сэмюэля Батлера «Путь всякой плоти» и в настоящее время считается утерянным. Эмиль Яннингс, исполнивший в кинокартине главную роль, был удостоен премии «Оскар» в номинации «Лучшая мужская роль».
В 1940 году был снят одноимённый ремейк с Акимом Тамировым в главной роли.

## Сюжет
Действие происходит в начале 1900-х годов. Яннингс играет роль Августа Шиллера, банковского клерка из Милуоки, которому везёт как с работой, так и семьёй. Но когда банковские служащие просят его перевезти 1000 $ в ценных бумагах в Чикаго, всё меняется. В поезде он встречает белокурую прелестницу, которая узнает о том, что он везёт. Она флиртует с ним и убеждает купить ей бутылку шампанского в баре. На следующее утро он обнаруживает, что бумаги похищены. Он находит женщину и сначала умоляет её, а затем запугивает, чтобы она вернула похищенные ценные бумаги. Но владелец салона бьет его и Шиллер теряет сознание. Когда он просыпается, то обнаруживает в газете сообщение о своей смерти.

## В ролях
- Эмиль Яннингс — Август Шиллер
- Белль Беннетт — миссис Шиллер
- Филлис Хейвер — соблазнительница
- Дональд Кит — Август младший
- Фред Кёлер — бандит
- Филипп Де Лейси — Август младший (в детстве)